# Венсен
Венсен (фр. Vincennes) је француски град у Париском региону, 6,7 километара источно од центра Париза. Административно припада департману Долина Марне и префектури Ножан на Марни. 
Број становника је 2006. износио 47.845. С обзиром да се град простире на свега 1,9 km², Венсен је један од најгушће насељених градова Европе. 
Град је добио име по Венсенској шуми која се налази на југу и данас припада граду Паризу. Венсен је чувен по истоименом дворцу, око кога се развио град. У дворцу је од 1740. до 1756. радила мануфактура порцелана која је имитирала мајсенски порцелан. После 1756. мануфактура је пребачена у Севр. У граду се налази Венсенски велодром, место на коме су одржане 2. модерне Олимпијске игре.

## Демографија
| 1962.  | 1968.  | 1975.  | 1982.  | 1990.  | 2006.  | 2011.  |
| ------ | ------ | ------ | ------ | ------ | ------ | ------ |
| 50.436 | 49.143 | 44.261 | 42.870 | 42.267 | 47.845 | 48.649 |

## Партнерски градови
- Кастроп-Рауксел
- Lambeth
- Montigny-le-Tilleul
- Томар
- Винсенс